# Ханс Мориц фон Хауке
Ханс Йохан Мориц Хауке (на немски: Graf Hans Johann Moritz Hauke; на полски: Jan Maurycy Hauke; * 26 октомври 1775 в Зайферсдорф (част от Вахау) при Дрезден; † 29 ноември 1830 във Варшава), е полски и руски военен деец, генерал от инфантерията, граф (1829) и заместник военен министър на Полското царство.

## Биография
Семейството му е от Вецлар. Той е етнически немец. Родът Хауке на баща му произхожда от фламандския род Van der Haacken, известен от XV век. Син е на Фридрих Карл Емануел Хауке (1737 – 1810) от Майнц, роден като Йохан Фридрих Михаел Хаук, който е секретар на саксонския граф Алойс Фридрих фон Брюл в Дрезден и по-късно отива в Полша, където е германски учител в пруския среден Варшавски лицей, основава пансион за деца на полски дворяни. Майка му е Мария Саломея Швепенхьозер (1755 – 1833), дъщеря на евангелийския свещеник Хайнрих Вилхелм Швепенхойзер и Шарлота Филипина, (родена като Вестерман).
Постъпва през 1790 г. в полската войска, сражава се на страната на Наполеон в Австрия, Италия, Прусия и Испания. След това преминава на страната на руската армия. През 1826 г. става наследствен полски благородник (без предиката „фон“) заедно с братята си Йозеф и Лудвиг Август (1779 – 1851). Руският император Николай I го назначава за заместник-министър на войната на Полското царство и го произвежда в ранг граф.
След отказа му да оглави Полското въстание генерал Ханс Мориц е убит на 29 ноември 1830 г. пред семейството му от революционерите на улица във Варшава. Съпругата му умира от шок малко след това, а децата им стават повереници на руския император.
Генерал Хауке е погребан със съпругата си и братята си в криптата на капуцинската църква във Варшава.

## Семейство
Ханс Мориц фон Хауке се жени за София Лафонтен (* 1790 във Варшава; † 27 август 1831), дъщеря на военния лекар Франц Леополд Лафонтен (1756 – 1812). Те имат единадесет деца:
- Мориц-Наполеон (1808 – 1852), полски лейтенант на артилерията, емигрира в Америка
- Емилия и Леополд, близнаци (1811 – 1812)
- Владислав (1812 – 1852), полски лейтенант, 1848 г. войник в Америка
- Мориц Леополд Йозеф (1814 – 1831), подпоручик на полската армия
- София (1816 – 1863), писателка, омъжена за братовчед си генерал Александер граф Хауке
- Винцент (1817 – 1863), майор на руската войска
- Константин (1819 – 1840), руски хузарски офицер, удавен при упражнение
- Емилия Елфрида Луиза Хауке (1821 – 1890), омъжена на 30 януари 1843 г. за балтийския барон Карл Август фон Щакелберг (* 1816; † 1888)
- Юлия (* 12 ноември 1825; † 19 септември 1895), майка на династията Батенберг, омъжена на 28 октомври 1851 г. в Бреслау за принц Александър фон Хесен-Дармщат (1823 – 1888), родители на Александър I Батенберг, княз на България
- Александер (1828 – 1829)

Членове на семейство Хауке
- Фридрих Карл Емануел Хауке
- Мария Саломея Хауке, род. Швепенхьозер
- Граф Ханс Мориц Хауке
- Графиня София Хауке, род. Лафонтен
- Княгиня Юлия фон Хауке
- Граф Йозеф Хауке („Генерал Бозак“)